# ایل بیگزاده شیربیگی
ایل بیگ‌زاده شیربیگی یا مکری های محال باریکان یکی از شاخه‌های ایل مکری در مکریان به‌شمار می‌روند که نسبِ آن‌ها به اردشیربیگ مکری بابامیری ملقب به ایلخان مکری و اردشیر باریکان می‌رسد.
این ایل عمدتاً در میاندوآب و حومهٔ آن سکونت داشتند و از ایل‌های کُرد مُکری به‌شمار می‌روند. اردشیربیگ مکری باریکان در سال ۱۲۵۶ هجری قمری (۱۲۱۵ شمسی) به جهت نزدیکی با دربار قاجار، از جانب محمدشاه قاجار با لقب «سلطان» به حکم‌رانی نواحی میاندوآب انتخاب می‌شود و بعدها به شیر سلطان بیگ معروف می‌شود.
بخش بزرگی از نواحی شامات مهاباد، رودخانهٔ مجیدخان و نواحی از بوکان تا دریاچه ارومیه تحت تملک بیگ‌زاده های مکری‌ محال باریکان یا شیربیگی بود.

## طوایف
بر اساس شجره‌نامه‌های به‌جای مانده اردشیر سلطان بیگ ۲۴ فرزند ذکور داشت که هم‌اکنون تمامی طوایف و نوادگان اردشیر سلطان بیگ ایلخان مکری از جمله: بیگ زادگان مکری باریکان، طوایف آقا بیگی، قاسملو، سێله‌که و حسنخالی، علی پاشایی و شیربیگی، به ایل بیگزاده شیربیگی یا مکری باریکان معروف هستند.
نوادگان پسران دیگر عمدتاً در ارومیه، ترکیه، آذربایجان، گرجستان و روسیه به‌سر می‌برند.
بیگ زادگان شیربیگی هم‌اکنون در تمامی شهرهای مکریان (اشنویه، نقده، مهاباد، بوکان، میاندوآب، شاهین دژ، پیرانشهر، و سردشت، ارومیه) شهرهای کردستان عراق (اربیل، صلاح الدین، سوران، سلیمانیه، قلادزه) و شمزینان و آذربایجان، گرجستان و روسیه سکونت دارند.